# Jonas Lantto
Jonas Lantto (* 22. Mai 1987 in Jukkasjärvi församling, Schweden) ist ein ehemaliger schwedischer Fußballspieler. Der offensive Mittelfeldspieler, der aufgrund seiner Größe von 1,69 Metern den Spitznamen „Norrlands Maradona“ trug, durchlief einige schwedische Nachwuchsnationalmannschaften und debütierte 2008 in der schwedischen U-21-Auswahl.

## Werdegang
Lantto begann mit dem Fußballspielen bei Kiruna FF. Dort fiel er in der Jugend den Verantwortlichen des Svenska Fotbollförbundet auf und kam 2004 in der schwedischen U-17-Landesauswahl erstmals im Nationaljersey zum Einsatz. 2006 rückte er in die Männermannschaft des Klubs auf und debütierte in der drittklassigen Division1 Norra. Vor der Spielzeit 2007 wechselte er zu Gefle IF in die Allsvenskan.  Auf Anhieb konnte der Nachwuchsspieler sich im Erstligakader etablieren und kam zunächst als Einwechselspieler regelmäßig zum Einsatz, fand sich in seiner Debütsaison aber auch sechsmal in der Anfangself wieder.
Nachdem Lantto sich in den Juniorennationalmannschaften etabliert hatte und auch in der Allsvenskan regelmäßig zum Einsatz kam, nominierten Jörgen Lennartsson und Tommy Söderberg, die Trainer der schwedischen U-21-Auswahl, den Mittelfeldspieler für ein Kurzturnier in Schweden Anfang 2008. Am 6. Februar des Jahres debütierte er schließlich bei der 0:3-Niederlage gegen die portugiesische U21-Auswahl in der schwedischen U21-Nationalmannschaft. Obwohl er sich in der Vereinsmannschaft in der Mitte der Spielzeit 2008 an der Seite von Amadou Jawo, Yannick Bapupa und Hans Berggren in der Offensive einen Stammplatz erkämpft hatte, konnte er sich nicht in der Auswahlmannschaft etablieren. Mit acht Torbeteiligungen gehörte er dennoch auch im folgenden Jahr neben Berggren und Jawo zu den auffälligsten Offensivspielern des Klubs und verhalf ihm mit Erreichen des zehnten Tabellenplatzes zum erneuten Klassenerhalt. Bereits im Saisonverlauf verlängerte er seinen Vertrag, der nun bis Ende 2010 gültig war. Auch anschließend blieb er der Mannschaft von Trainer Per Olsson treu, im Sommer 2011 verlängerte er seinen Kontrakt erneut langfristig.
Zur Saison 2019 wechselte Lantto zum Viertligisten FK Karlskrona in die Division 2. In 19 Saisonspielen trug er zum Wiederaufstieg des Klubs in die drittklassige Division 1 bei. In der von der COVID-19-Pandemie überschatteten Spielzeit 2020 belegte er mit dem Aufsteiger den letzten Tabellenplatz und stieg direkt wieder ab. Anschließend beendete er seine Karriere, kündigte aber an, nach Möglichkeit ein letztes Spiel für seinen Heimatklub Kiruna FF spielen zu wollen.